# Élections européennes de 1979 aux Pays-Bas
Les élections européennes de 1979, les premières au suffrage universel direct, se déroulent du 7 au 10 juin 1979 selon les pays, et le jeudi 7 aux Pays-Bas.
Avec un taux de 58,1 %, la participation est largement supérieure à la participation moyenne dans la Communauté économique européenne (61,9 %).

## Contexte
Le Parti travailliste et le Parti politique des radicaux forment une alliance électorale.

## Mode scrutin
Les députés européens néerlandais sont élus au scrutin proportionnel plurinominal dans une circonscription unique. Les partis politiques ont la possibilité de former des alliances électorales (lijstverbinding). Les sièges sont répartis entre les partis et alliances électorales ayant dépassé le quota électoral (équivalent au nombre de suffrages exprimés divisés par le nombre de sièges) suivant la méthode d'Hondt. À l'intérieur des alliances électorales, les sièges sont répartis entre les partis membres suivant selon la méthode du plus fort reste.
Lors de ces élections peuvent voter tous les citoyens néerlandais de 18 ans et plus, et peuvent se présenter ceux ayant au moins 25 ans. Les étrangers issus de la Communauté économique européenne vivant aux Pays-Bas peuvent également voter, à condition que cela ne leur soit pas interdit par les lois de leur pays d'origine.

## Résultats

### Répartition
| Partis                          | Partis                               | Groupe au PE                    | Voix      | %      | Sièges |
| ------------------------------- | ------------------------------------ | ------------------------------- | --------- | ------ | ------ |
|                                 | Appel chrétien-démocrate             | PPE                             | 2 017 743 | 35,6   | 10     |
|                                 | Parti travailliste                   | SOC                             | 1 722 240 | 30,4   | 9      |
|                                 | Parti populaire libéral et démocrate | LD                              | 914 787   | 16,1   | 4      |
|                                 | Démocrates 66                        | NI                              | 511 967   | 9,0    | 2      |
|                                 | Parti politique réformé              |                                 | 126 412   | 2,2    | 0      |
|                                 | Parti communiste des Pays-Bas        |                                 | 97 343    | 1,7    | 0      |
|                                 | Parti socialiste pacifiste           |                                 | 97 243    | 1,7    | 0      |
|                                 | Parti politique des radicaux         |                                 | 92 055    | 1,6    | 0      |
|                                 | Ligue politique réformée             |                                 | 62 610    | 1,1    | 0      |
|                                 | Liste Leschot                        |                                 | 24 903    | 0,4    | 0      |
| Total (Participation : 58,12 %) | Total (Participation : 58,12 %)      | Total (Participation : 58,12 %) | 5 667 303 | 100,00 | 25     |